# Indiana, Pennsylvania
Indiana là một thị trấn thuộc quận Indiana, tiểu bang Pennsylvania, Hoa Kỳ. Năm 2010, dân số của thị trấn này là 13975 người.